# Liste der Merseburger Domprediger

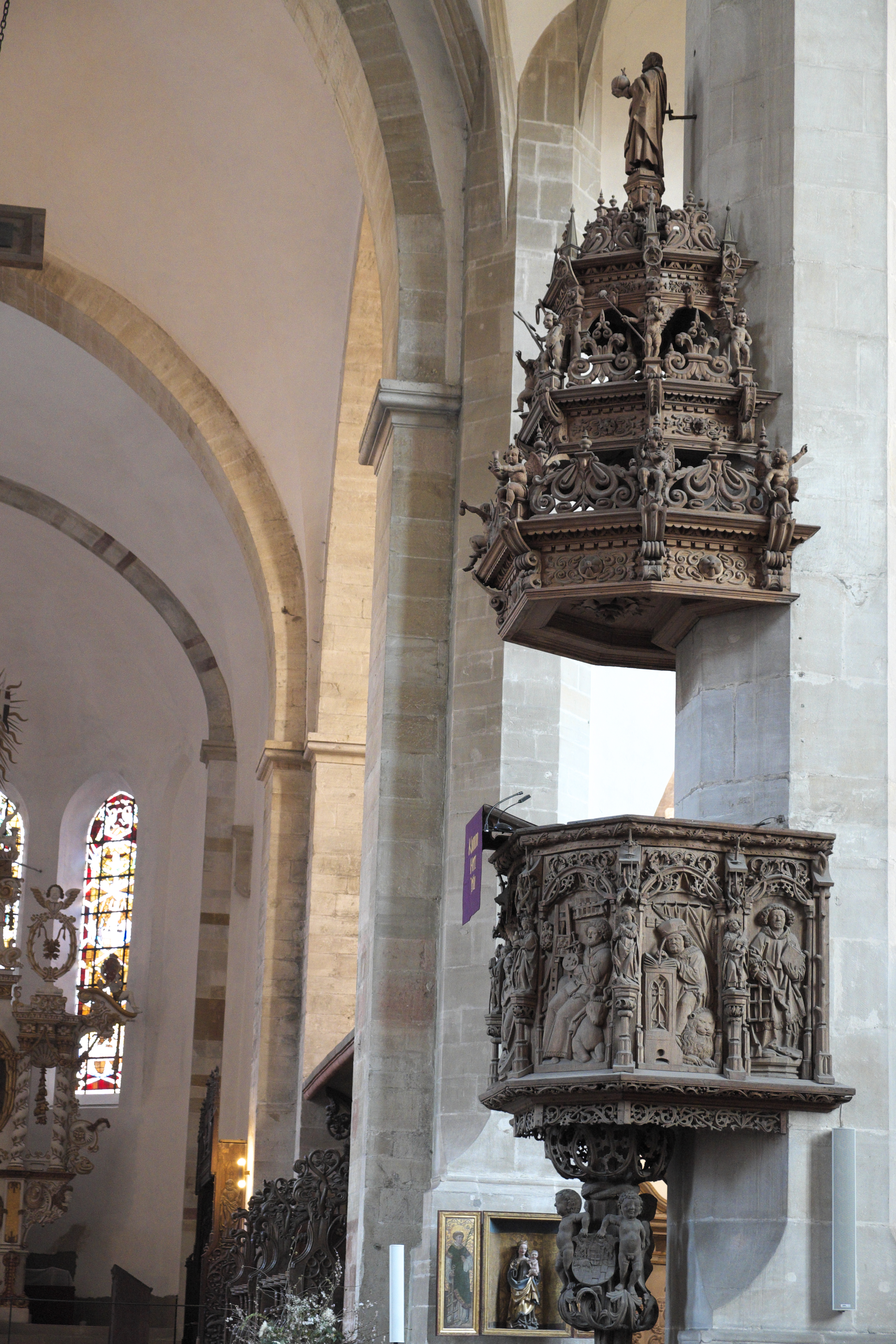
Die Merseburger Domkanzel (1517)

Am Merseburger Dom wurde erstmals um 1490 eine Stelle des Dompredigers gestiftet. Die Reformation wurde in Merseburg ab 1544, nach einem katholischen Intermezzo ab 1549 dann endgültig 1561 eingeführt. Die Domprediger sind seitdem, wie auch sonst im Protestantismus üblich die (leitenden) Pfarrer am Dom. Sie hatten bis ins 20. Jahrhundert in der Regel auch andere Leitungsämter (Superintendent, Konsistorialrat, zeitweise Hofprediger) inne.
Als Domprediger waren in Merseburg tätig:
| Name                                        | von  | bis   | Funktion                                                                  |
| ------------------------------------------- | ---- | ----- | ------------------------------------------------------------------------- |
| Anton Musa                                  | 1544 | 1547  | Domprediger und Superintendent                                            |
| Georg Major                                 | 1547 | 1548  | Domprediger und Stiftssuperintendent                                      |
| Johann Forster                              | 1548 | 1549  | Domprediger und Stiftssuperintendent                                      |
| Bartholomäus Rhumbaum † 1579                | 1562 | 1566  | Domprediger und Stiftssuperintendent                                      |
| Christoph Stymmelius                        | 1566 | 1567  | Domprediger und Stiftssuperintendent                                      |
| Adam Rother (1527–1602)                     | 1567 | 1592  | Domprediger und Stiftssuperintendent                                      |
| Caspar Boccius 1548–1614                    | 1592 | 1614  | Domprediger und Stiftssuperintendent                                      |
| Aegidius Strauch I.                         | 1614 | 1616  | Domprediger und Stiftssuperintendent                                      |
| Simon Gedik                                 | 1616 | 1631  | Domprediger und Stiftssuperintendent                                      |
| Lorenz Andreae 1594–1633                    | 1632 | 1633  | Domprediger und Stiftssuperintendent                                      |
| Balthasar Fuhrmann (1590–1636)              | 1634 | 1636  | Domprediger und Stiftssuperintendent                                      |
| Gottfried Cundisius                         | 1638 | 1643  | Domprediger und Stiftssuperintendent                                      |
| Georg Berlich                               | 1643 | 1671  | Domprediger und Stiftssuperintendent                                      |
| Valentin Sittig (1630–1705)                 | 1671 | 1705  | Domprediger und Stiftssuperintendent                                      |
| Johann Conrad Sittig (1664–1714)            | 1705 | 1714  | Domprediger und Stiftssuperintendent                                      |
| Polykarp Leyser (1666–1724)                 | 1714 | 1724  | Domprediger und Stiftssuperintendent                                      |
| Heinrich Gottlieb Schneider 1682–1728       | 1725 | 1728  | Domprediger, Stiftssuperintendent, Konsistorialrat und Gymnasialinspektor |
| Christoph Heinrich Zeibich                  | 1729 | 1732  | Domprediger und Stiftssuperintendent                                      |
| Andreas Charitius                           | 1732 | 1741  | Domprediger und Stiftssuperintendent                                      |
| Georg Christian Wagner 1693–1749            | 1742 | 1749  | Domprediger und Stiftssuperintendent                                      |
| Johann David Steinmüller                    | 1750 | 1767  | Domprediger und Stiftssuperintendent                                      |
| Johann Gottfried Strauß                     | 1768 | 1771  | Domprediger und Stiftssuperintendent                                      |
| Christian Ernst Schmidt                     | 1771 | 1786  | Domprediger und Stiftssuperintendent                                      |
| Gottlob August Baumgarten-Crusius           | 1787 | 1816  | Domprediger, Stiftssuperintendent, Konsistorialrat und Gymnasialinspektor |
| Daniel Amadeus Neander                      | 1817 | 1822  | Domprediger und Stiftssuperintendent                                      |
| Johann August Martin Haasenritter 1682–1728 | 1823 | 1843  | Domprediger, Stiftssuperintendent und Konsistorialrat                     |
| Hermann Frobenius 1808–1868                 | 1844 | 1868  | Stifts-Superintendent und erster Domprediger                              |
| Cölestin Leuschner (1829–1905)              | 1869 | 1889  | Domprediger, Stiftssuperintendent und Konsistorialrat                     |
| Wilhelm Bithorn (1858–1928)                 |      | 1928? | Stiftssuperintendent                                                      |
| Erich Kramm                                 | 1928 | 1933  | Erster Pfarrer und Superintendent                                         |
|                                             |      |       |                                                                           |
| Otto Wenig                                  | 1937 | 1950  | mit Neumarktkirche St. Thomae                                             |
| Michael Lehmann                             | 1999 | 2009  | Gemeindepfarrer und Domprediger                                           |
| Martin Eberle                               | 2010 | 2018  | Domprediger und Pfarrer des Kirchspiels Merseburg                         |
| Bernhard Halver                             | 2019 |       | Domprediger und geschäftsführender Pfarrer des Kirchspiels Merseburg      |